# بزل (طب)
البَزل

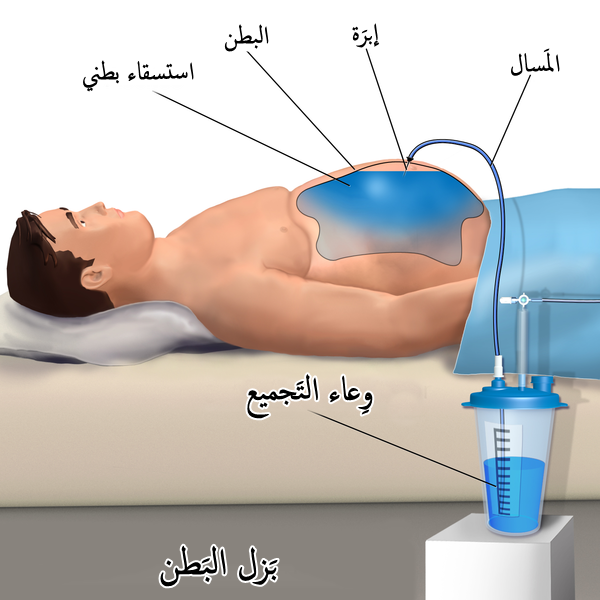
تصوُّر توضيحي للبزل

 أو الإفراغ أو البَط (بالإنجليزية: Paracentesis)‏ هو شكل من أشكال الإجراءات التي تتم لأخذ العينات من السوائل في الجسم، يشير بصورة عامة إلى بزل الصفاق، والذي يتم فيه حقن التجويف البريتوني عن طريق إبرة لإزالة السائل البريتوني.
يشير «البزل التشخيصي» لإزالة كمية صغيرة من السائل للاختبار. بينما يشير «البزل العلاجي» لإزالة 5 لترات أو أكثر من السائل لتخفيف الضغط داخل البطن وتخفيف الأعراض المُصاحبة له مثل ضيق التنفس وآلام البطن.

## دواعي الاستخدام
يتم استخدام البزل لعدد من الأسباب:
- لتخفيف الضغط في البطن نتيجة الاستسقاء
- لتشخيص التهاب الصفاق الجرثومي العفوي وغيره من الأمراض (مثل سل البطن)

يحدث التهاب الصفاق الجرثومي العفوي- وهو إصابة سائل الاستسقاء بالعدوى، دون وجود عدوى داخل البطن- عادةً في المرضى الذين يعانون من مرض الكبد المزمن بسبب انتقال البكتيريا المعوية. ومن مسببات المرض الشائعة: البكتيريا الإشريكية القولونية، الكلبسيلة الرئوية، والعقدية الرئوية. يزداد خطر الإصابة في المرضى الذين يعانون من الفشل الكلوي ويستخدمون غسيل الكلى البريتوني، وكذلك الأطفال الذين يعانون من الذئبة الحمامية الجهازية. بينما لا ترتبط البكتيريا اللاهوائية مع التهاب الصفاق الجرثومي العفوي.
- لتشخيص السرطان النقيلي (المنبث)[9]
- لتشخيص وجود الدم في التجويف البريتوني في حالات الإصابة

## بزل الاستسقاء
تُجرى العملية في كثير من الأحيان في عيادة الطبيب أو العيادة الخارجية. عادة ما تكون آمنة، على الرغم من وجود خطر العدوى، النزيف أو انثقاب جزء من الأمعاء. يمكن تقليل هذه المخاطر إلى حد كبير مع استخدام توجيه الموجات فوق الصوتية.
يُطلب من المريض التبول قبل إجراء العملية، أو يتم استخدام قسطرة فولي لإفراغ المثانة. يستلقي المريض على السرير مع رفع الرأس في زاوية 45-60 درجة للسماح للسوائل بالتراكم أسفل البطن. بعد تنظيف جانبي البطن بمحلول مطهر، يخدر الطبيب منطقة صغيرة من الجلد ويدخل إبرة كبيرة التجويف مع غمد بلاستيكي 2-5 سم طول (1-2 سم للداخل) للوصول إلى السائل البريتوني (الاستسقاء). تتم إزالة الإبرة، ويُترك غمد البلاستيك ليسمح بتصريف السوائل. يكون تصريف السائل عن طريق الجاذبية، حقنة أو عن طريق الاتصال بزجاجة تفريغ. يمكن أن تنضب عدة لترات من السائل خلال هذا الإجراء؛ ومع ذلك، إذا كان أكثر من لترين فإنه عادة ما يتم القيام به على مدار العديد من الجلسات. إذا كان تصريف السوائل أكثر من 5 لترات، فيجب على المرضى تلقّى مصل الألبومين عن طريق الوريد (25٪ ألبيومين، 8جم / لتر) لمنع انخفاض ضغط الدم. بعد الوصول للمستوى المطلوب من الصرف، يُزال غمد البلاستيك ويُضمد موقع الثَّقب. يمكن أن يُترك غمد البلاستيك في مكانه مع صمام للتحكم في التدفق وارتداء الملابس الواقية إذا كان من المتوقع أن يكون هناك مزيد من الجلسات.
تكون العملية عمومًا غير مؤلمة ولا تتطلب التخدير. وعادة ما يتم صرف المريض في غضون عدة ساعات بعد الملاحظة بعد العملية شريطة أن يكون ضغط الدم طبيعيًا ولايعاني المريض من أية دوار.

## تحليل سائل الاستسقاء
يمكن أن يساعد الفرق في نسبة الألبيومين بين البلازما وسائل الاستسقاء في تحديد سبب الاستسقاء. وأيضًا يمكن أن يساعد عدد خلايا الدم البيضاء في سائل الاستسقاء في تحديد ما إذا كان مُصابًا بالعدوى.

### الاعتبارات التقنية
اعتمادًا على الحالة السريرية، قد يتم إرسال السائل للفحوصات المخبرية التالية:
- عدد الخلايا (حيث قد تشير النسب المرتفعة لوجود العدوى)
- المزارع البكتيرية
- مستويات البروتين الكُلِّي
- مستويات الدهون الثلاثية (تكون مرتفعة في الاستسقاء الكيلوسي)[16]
- مستوى البيليروبين (قد يكون مرتفعًا في انثقاب الأمعاء)
- مستوى الجلوكوز
- مستوى الزلال
- مستوى الأميليز (الارتفاع يشير إلى مصدر بنكرياسي)
- مستزى الإنزيم اللاكتات نازع الهيدروجين (LDH)

### المؤثرات السلبية على الاختبار
من الأسباب التي قد تؤدي إلى فشل الاختبار: استخدام مضادات التخثر أو الأسبرين، مما يزيد من فرصة حدوث نزيف، وجود الدم أوالصفراء أوالبول أو البراز في عينة السائل، عدم القدرة على البقاء ثابتًا أثناء الاختبار، السمنة، وأيضًا وجود ندوب داخل البطن (التصاقات) من أي عملية جراحية في البطن سابقًا.

## توقيت البزل
للوقاية من المضاعفات؛ تشير الدراسات إلى أن البزل المبكر (<12 ساعة من الحجز بالمستشفى) يحسّن البقاء على قيد الحياة على المدى القصير في المرضى المصابين بالتهاب الصفاق الجرثومي العفوي، بالمقارنة مع تأخُّر البزل، ويمكن أن يكون تناول المضادات الحيوية المناسبة في وقت مبكر عاملًا مساهمًا رئيسيًا.
عندما يظهر احتياج الحالة لبزل حجم كبير من السائل، يُقترح بزل حجم صغير من السائل مبكرًا (تقنية الموجات فوق الصوتية، الحقن، والإبرة)، يليه بزل حجم كبير من السائل بعد ذلك (أثناء العلاج في المستشفى) تحت الملاحظة المناسبة ودعم الدورة الدموية للحد من مخاطر هبوط الدورة الدموية الناجم عن بزل حجم كبير من السائل.

## موانع الاستخدام
يمكن أن يزداد خطر النزيف إذا كان:
- زمن البروثرومبين > 21 ثانية[22]
- النسبة الطبيعية العالمية لسيولة الدم > 1.6
- عدد الصفائح الدموية < 50000 في الملليمتر المكعب.

الموانع المطلقة هي ألم البطن الحاد الذي يتطلب تدخل جراحي. بينما الموانع النسبية هي:
- الحمل
- امتلاء المثانة البولية
- التهاب الهلل في جدار البطن
- انتفاخ الأمعاء
- الالتصاقات داخل البطن.

## المضاعفات
يمكن أن تشمل المضاعفات الناجمة عن البزل ما يلي:
- فشل محاولة جمع السائل البريتوني
- تسرب مستمر من موقع الثَّقْب، وهي أكثر المضاعفات حدوثًا
- عدوى الجرح
- ورم دموي في جدار البطن
- تدمي الصفاق العفوي - وهو أمر نادر بسبب نزيف الدوالي المساريقي بعد إزالة كمية كبيرة من سوائل الاستسقاء (> 4 لتر).
- انثقاب أحد الأحشاء (الأمعاء، المعدة، المثانة)
- تهتك القسطرة والتسريب في تجويف البطن
- تهتك الأوعية الدموية الرئيسية (الشريان الأبهر، الشريان المساريقي، الشريان الحرقفي)
- انخفاض ضغط الدم بعد البزل
- نقص صوديوم الدم نتيجة تخفيفه
- المتلازمة الكبدية الكلوية
- هناك فرصة ضئيلة لانتشار الخلايا السرطانية في البطن إذا كانت موجودة في السائل البريتوني.
- تعد الوفاة نتيجة البزل أمر نادر الحدوث جدًا

وتشير دراسة إلى أن حدوث هذه المضاعفات يكون أكثر انتشارًا في المرضى الذين يعانون من انخفاض الصفائح الدموية (<50 × 109 / لتر)، والمرضى الذين يعانون من تليف الكبد الكحولي.
ولذلك يجب الاستشارة الفورية عند حدوث أحد هذه الأعراض بعد البزل: حمى أعلى من 100 درجة فهرنهايت (38 درجة مئوية)، آلام شديدة في البطن، احمرار في البطن، دم في البول، نزيف أو صرف سائل من مكان البزل.

## تاريخ البزل

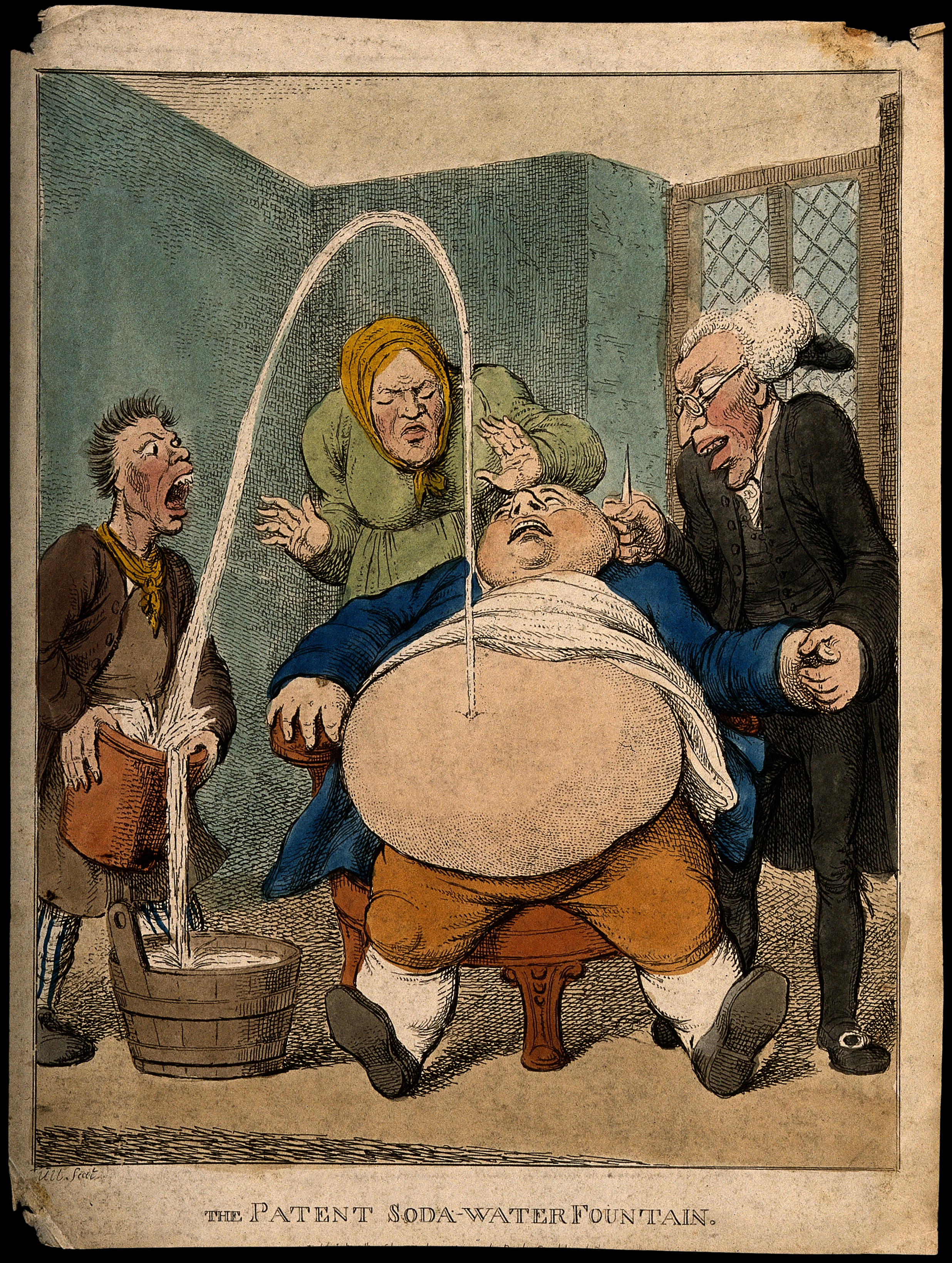
رسمٌ لطبيب يقوم بإجراء بزل لرجل بدين، ونافورة من السائل تتدفق من بطنه إلى دلو.

تفيد التقارير بأن البزل لعلاج الاستسقاء عُرِف منذ زمن أبقراط (460-370 قبل الميلاد). وقدم سيلسوس وصفًا تفصيليًا لأول مرة عن العملية (30 قبل الميلاد-50 بعد الميلاد). هذه التقنية تتمثل في فتح جدار البطن عن طريق ثقب مع الكي، وإدخال أنبوبة ذات نهاية قريبة منحنية إلى الخارج ولها نتوء مستدير في الوسط لتجنب تسريب السائل في التجويف البريتوني. صمّم سكانتوريوس سكانتوريو (1561-1636)، وهو طبيب جراح من جامعة بادوفا، المبزل الأول للبزل (إبرة مستديرة مُحاطة داخل قنية من خلالها كانت سوائل الاستسقاء قادرة على التدفق عند سحب الإبرة).
كان لودفيغ فان بيتهوفن عام 1827 واحدًا من أكثر المرضى شهرة لبزل كميات كبيرة من سوائل البطن، وكتب على فراش الموت الوصف التالي للطبيب:
«دعا الكم الهائل من المياه المتراكمة للإغاثة العاجلة، ولقد وجدت نفسي مضطرًا للموافقة على ثقب البطن من أجل الحيلولة دون خطر الانفجار المفاجئ».
بعد ذلك بيومين توفي بيتهوفن. وفي تشريح الجثة وُصفت كبده بأنها تقلصت إلى نصف حجمها الطبيعي، وكان طحاله ضعف حجمه الطبيعي.